# Thomas Leeflang

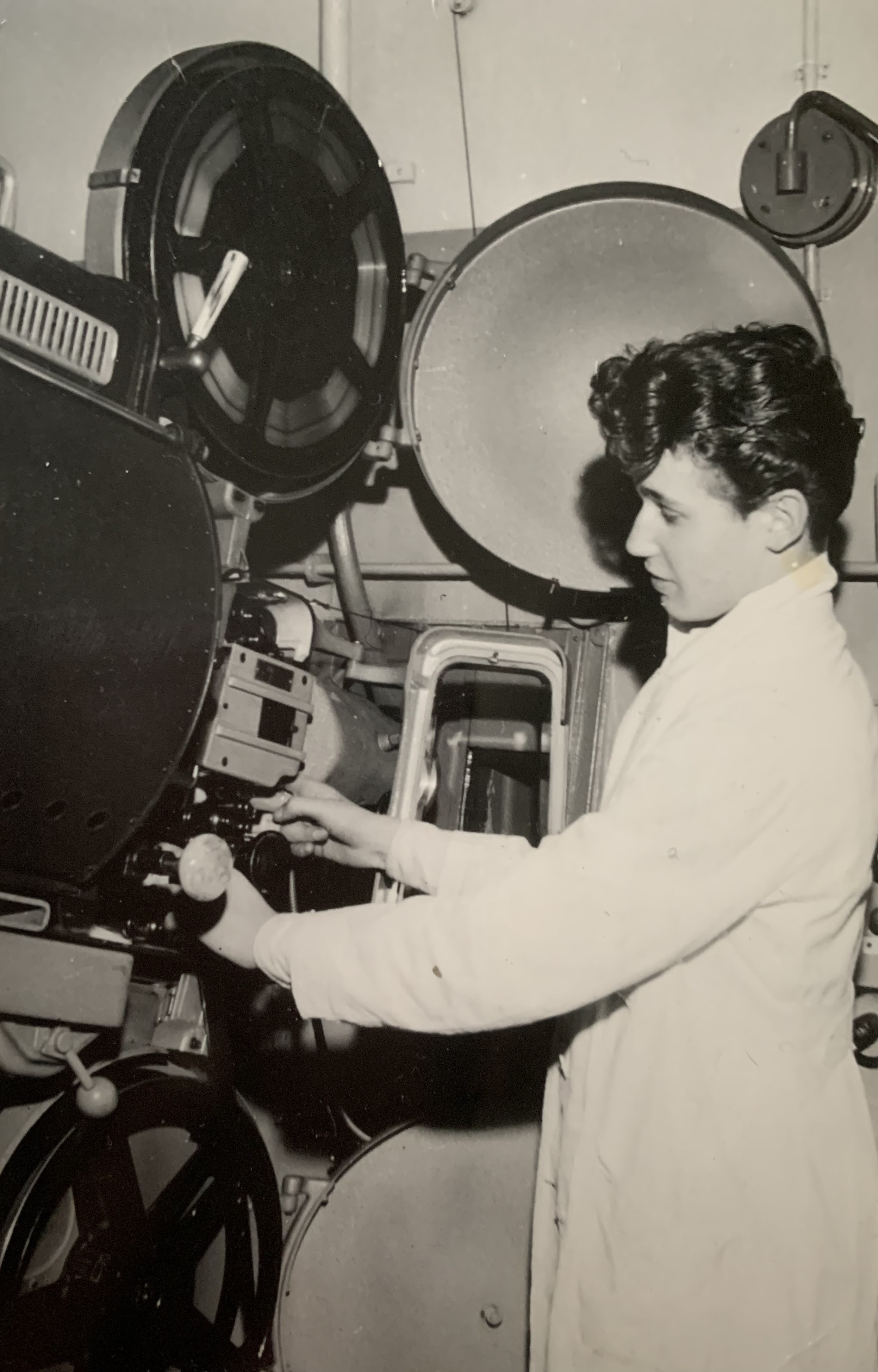
Thomas Leeflang als filmoperateur.

Thomas Leeflang (Amsterdam, 12 juni 1936 - Soest, 27 september 2024) was een Nederlandse journalist en auteur. Hij richtte zich vooral op films en acteurs, met de Tweede Wereldoorlog als speciaal aandachtsgebied. 
Leeflang werkte in de jaren '60 van de twintigste eeuw als filmoperateur bij Studio Vitus in Bussum. Als freelance journalist schreef hij voor De Groene Amsterdammer en Het Parool en in 1989 was hij eindredacteur van het personeelsblad NOB-bericht.

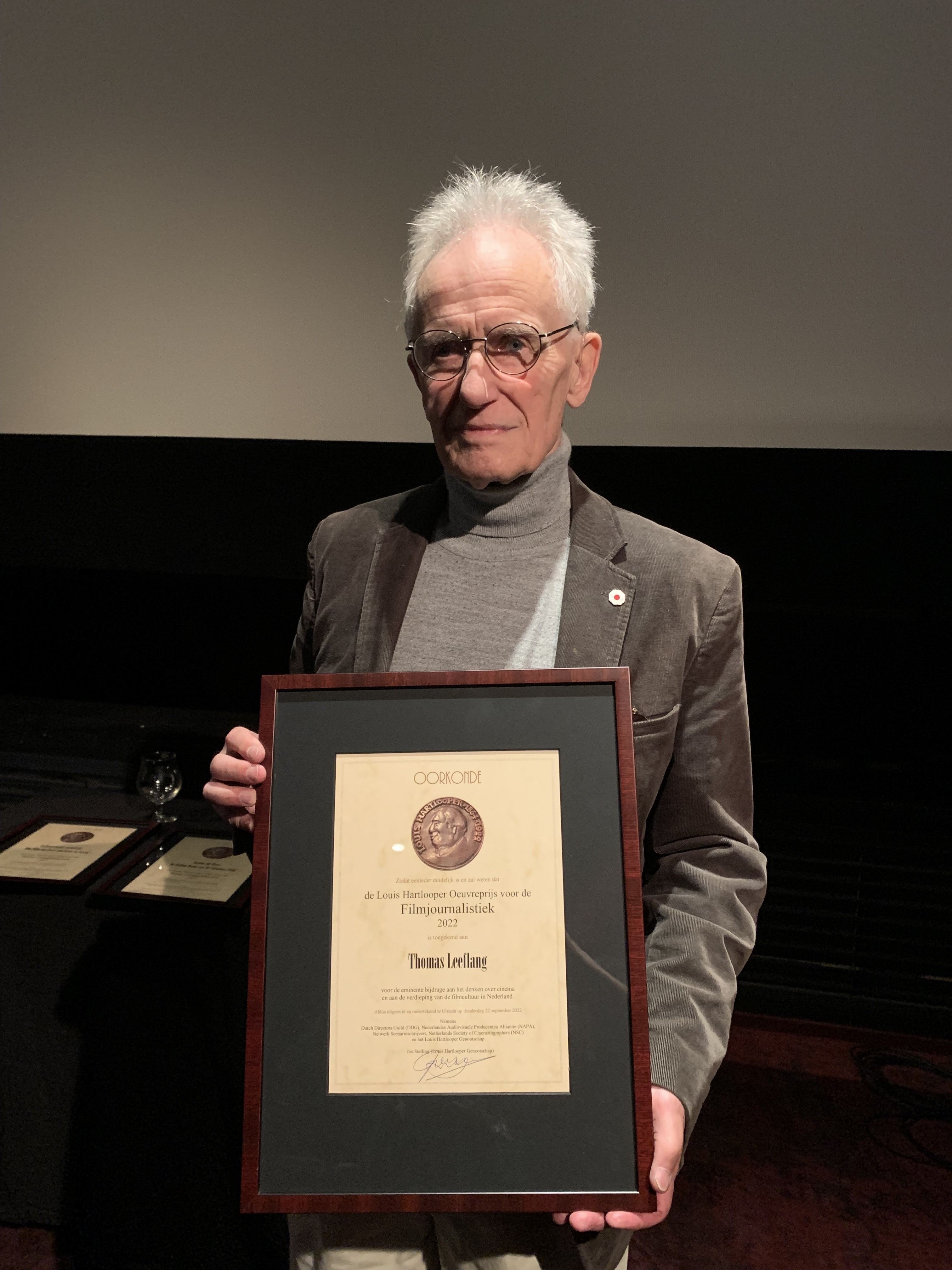
Thomas Leeflang ontving in 2022 de Louis Hartlooper-oeuvreprijs (foto: Micha Leeflang).

Zijn boeken gaan vooral over films en acteurs ('Honderd jaar cinema'). Zo schreef hij vier werken over het duo Laurel en Hardy en meerdere boeken over de Duitse filmmaakster Leni Riefenstahl ('Gevallen engel' en 'Gevallen voor de Führer'). In 2022 kreeg hij als erkenning voor zijn oeuvre de Louis Hartlooper Prijs. Naast zijn publicaties over cinema en het bioscoopbedrijf tijdens de Tweede Wereldoorlog ('Voor Joden verboden, De bioscoop in de oorlog') schreef hij over verzamelen ('Verzamelen is ook een kunst' en 'Wat de gek er voor geeft'), strips ('De wereld van de strip' en 'Verfilmde strips, verstripte films') en over judo ('Zen in actie' en 'Budo'). Judo was zeer belangrijk in zijn leven. Op 24 juni 2023 ontving hij op 87-jarige leeftijd zijn tweede dan van de Judo Bond Nederland. 